# Chrysocharis griffithsi
Chrysocharis griffithsi är en stekelart som beskrevs av Christer Hansson 1987. Chrysocharis griffithsi ingår i släktet Chrysocharis och familjen finglanssteklar. Inga underarter finns listade i Catalogue of Life.